# Frank Skinner
Frank Skinner (Meredosia, 31 dicembre 1897 – Hollywood, 8 ottobre 1968) è stato un compositore statunitense di musica cinematografica.

## Biografia
Studiò musica al Chicago Musical College ed iniziò la propria carriera come arrangiatore. Assunto alla Universal Pictures, vi operò come compositore, arrangiatore e supervisore delle musiche per i film prodotti dalla casa. Spesso compose a quattro mani insieme con il collega ed amico Hans J. Salter. Compose la musica per circa 200 film di vario genere: dal western alla commedia musicale, alle pellicole drammatiche, ecc... Viene tuttavia ricordato soprattutto per aver composto le musiche per alcuni dei più famosi film dell'orrore della Universal e alcuni della saga di Sherlock Holmes con Basil Rathbone e Nigel Bruce.

## Filmografia parziale
- Vigilia d'amore (When Tomorrow Comes), regia di John M. Stahl (1939)
- Il figlio di Frankenstein (Son of Frankenstein), regia di Rowland V. Lee (1939)
- Il primo bacio (First Love), regia di Henry Koster (1939)
- Il ritorno dell'uomo invisibile (The Invisible Man Returns), regia di Joe May (1940)
- Enemy Agent, regia di Lew Landers (1940)
- Mia bella pollastrella (My Little Chickadee), regia di Edward F. Cline (1940)
- Una ragazza per bene (Nice Girl?), regia di William A. Seiter (1941)
- Sabotatori (Saboteur), regia di Alfred Hitchcock (1942)
- Le mille e una notte (Arabian Nights) regia di John Rawlins (1942)
- Sherlock Holmes e la voce del terrore (Sherlock Holmes and the Voice of Terror), regia di John Rawlins (1942)
- Gung Ho! ('Gung Ho!': The Story of Carlson's Makin Island Raiders), regia di Ray Enright (1943)
- La nave della morte (Follow the Boys), regia di A. Edward Sutherland (1944)
- Il cervello di Frankenstein (Abbott and Costello Meet Frankenstein), regia di Charles Barton (1948)
- Abbandonata in viaggio di nozze (Family Honeymoon), regia di Claude Binyon (1948)
- Winchester '73, regia di Anthony Mann (1950)
- Elena paga il debito (The Lady Pays Off), regia di Douglas Sirk (1951)
- Vedovo cerca moglie (Week-End with Father), regia di Douglas Sirk (1951)
- Non c'è posto per lo sposo (No Room for the Groom), regia di Douglas Sirk (1952)
- Il comandante del Flying Moon (Back to God's Country), regia di Joseph Pevney (1953)
- La rapina del secolo (Six Bridges to Cross), regia di Joseph Pevney (1955)
- Lo specchio della vita (Imitation of Life), regia di Douglas Sirk - colonna sonora (1959)
- La spada di Alì Babà (The Sword of Ali Baba), regia di Virgil W. Vogel (1965)
- Shenandoah - La valle dell'onore (Shenandonah), regia di Andrew V. McLaglen (1965)
- Madame X, regia di David Lowell Rich (1966)

## Discografia (Selezione)
- Frank Skinner & Hans J. Salter: Son Of Frankenstein, Invisible Man Returns, The Wolfman - Marco Polo (Naxos Records)
- Frank Skinner & Hans J. Salter: Ghost Of Frankenstein, Sherlock Holmes And The Voice Of Terror, Son Of Dracula, Man Made Monster, Black Friday - Marco Polo (Naxos Records)